# 西藏自治区公安厅
西藏自治区公安厅（藏語：བོད་རང་སྐྱོང་ལྗོངས་སྤྱི་བདེ་ཐིང་།）是西藏自治区人民政府组成部门，负责领导、管理西藏自治区的公安保卫工作，接受西藏自治区人民政府和中华人民共和国公安部的双重领导。